# Brompton (Kanada)
Brompton – jedna z sześciu dzielnic miasta Sherbrooke. Obejmuje obszar włączonego do Sherbrooke w 2002 roku miasta Bromptonville.
Brompton jest podzielone na 2 dystrykty:
- Beauville
- Les Moulins.